# Seenu
El Atolón de Seenu o Addu es un atolón situado en el extremo meridional de la República de Maldivas, en el océano Índico. Sólo seis de las islas del atolón están habitadas: Meedhoo, Hithadhoo, Maradhoo, Feydhoo, Gan, y Hulhudhoo con una población total de poco más de 28.000 habitantes.
Se habla un dialecto del idioma maldivo diferente al empleado en el norte del país debido a su distancia geográfica con respecto a los demás atolones. Hubo un estado secesionista entre 1959 y 1963, la República de Suvadivas, que no fue reconocido por ningún país del mundo.

## Base Militar
La Marina Real Británica estableció una base (Port T, posteriormente RAF Gan) en 1957.
La base original fue creada como base de apoyo para la British Eastern Fleet.